# Culto ptolemaico de Alejandro Magno

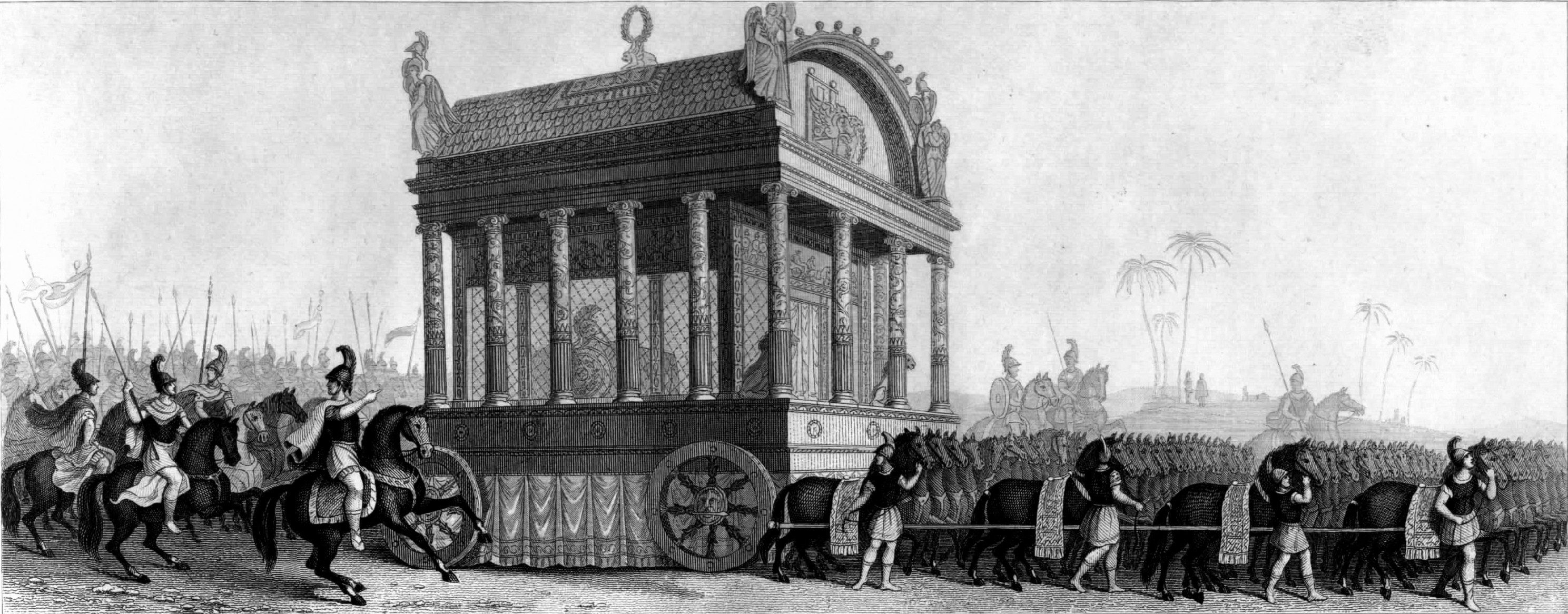
Reconstrucción de mediados del del catafalco de Alejandro basada en la descripción de Diodoro.

El culto ptolemaico a Alejandro Magno fue un culto imperial en el antiguo Egipto en el periodo helenístico (323-31 a. C.), promovido por la dinastía ptolemaica. El núcleo del culto era la adoración del rey conquistador deificado Alejandro Magno, que con el tiempo constituyó la base del culto a los gobernantes de los propios Ptolomeos. El jefe del culto era el sacerdote principal del reino ptolemaico, y los años se fechaban según los titulares (sacerdotes epónimos).[cita requerida]

## Antecedentes
Tras la muerte de Alejandro Magno en el año 323 a. C., su imperio se desmoronó en las guerras de los diadocos (sus generales, los diadocos o "sucesores"). Uno de ellos, Ptolomeo, hijo de Lagos, se aseguró el dominio de Egipto y lo convirtió en la base de sus propias ambiciones imperiales. Para legitimar su gobierno como Ptolomeo I (r. 323-282 a. C.), se basó, como los demás Diadochi, no solo en el derecho de conquista, sino también en la supuesta sucesión legítima de Alejandro. Ptolomeo I no solo se presentó como el amigo más cercano de Alejandro en su obra histórica, sino que en el 321 a. C. se apoderó de su cuerpo mientras el cortejo fúnebre de Alejandro se dirigía a  Macedonia desde Babilonia, y lo llevó a la capital egipcia de Menfis. Este reclamo fue especialmente útil en Egipto, donde Alejandro había sido recibido como libertador del Imperio Aqueménida, la llamada Dinastía XXVII de Egipto y había sido entronizado como faraón e hijo de la deidad Amón, recibiendo honores divinos. Durante su estancia en Egipto, Alejandro también había sentado las bases de la ciudad de Alejandría, que se convirtió en la principal colonia griega y capital del país.
En el nuevo reino ptolemaico, el elemento helénico, macedonios y gentes de las ciudades-estado griegas, al que pertenecía la propia dinastía ptolemaica, formó la clase dirigente que sucedió a los faraones egipcios nativos. Mientras que la realeza sagrada se había practicado durante mucho tiempo en Egipto y otras naciones orientales, era casi inédita en el mundo griego. Impulsado por sus conquistas sin precedentes, en el último año de su vida Alejandro había exigido incluso a sus súbditos griegos ser tratado como un dios viviente (apotheōsis). Las ciudades griegas lo aceptaron a regañadientes, y a menudo lo rechazaron rotundamente, pero solo la prolífica fundación de ciudades por parte de Alejandro le aseguró un estatus divino en ellas, ya que las ciudades griegas tradicionalmente rendían a su fundador, en griego: κτίστης, romanizado: ktistēs, honores divinos. Cuando Ptolomeo se hizo con el control de Egipto, incorporó la herencia de Alejandro a su propia propaganda para apoyar las pretensiones de su propia dinastía. Como parte de este esfuerzo, Alejandro fue elevado de simple dios patrono de Alejandría a la condición de dios estatal para las poblaciones griegas de todo el imperio ptolemaico, incluso más allá de los confines de Egipto.

## Alejandro como dios principal de los Ptolomeos

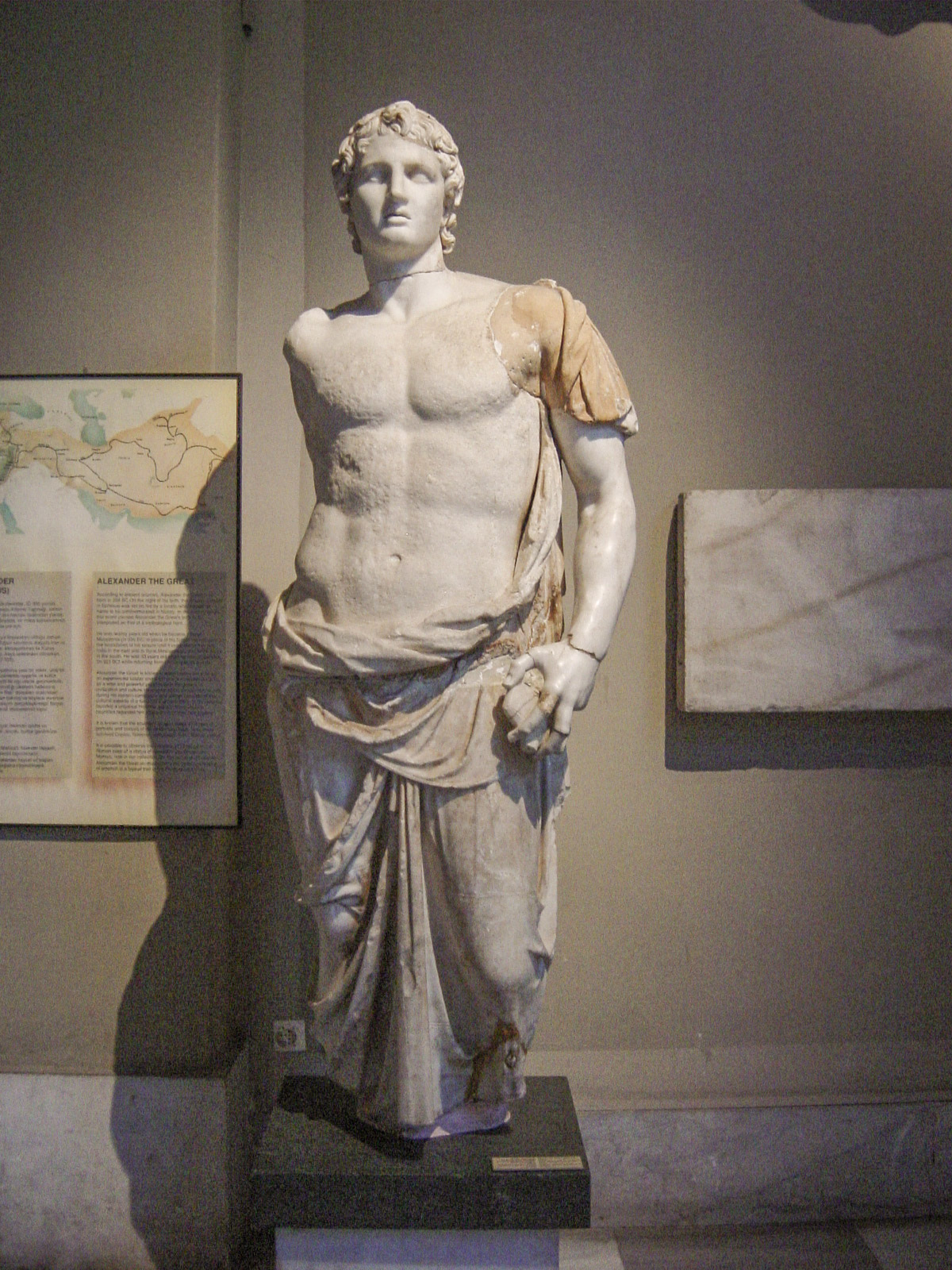
Alejandro Magno, estatua del en el Museo Arqueológico de Estambul, firmada "Menas"

Durante los primeros años de la dinastía ptolemaica (c. 290 a. C.), Ptolomeo I inició la construcción de la Tumba de Alejandro Magno en Alejandría (la σῆμα, sēma), y nombró a un sacerdote (ἱερεύς, hiereus) para dirigir los ritos religiosos en ella. Este cargo avanzó rápidamente hasta convertirse en el más alto sacerdocio del Reino Ptolemaico, su prominencia subrayada por su carácter epónimo, es decir, cada «año regio» llevaba el nombre del sacerdote titular, y los documentos, ya sea en griego koiné o en Egipcio demótico, se fechaban con su nombre. El primer sacerdote de Alejandro fue nada menos que el hermano de Ptolomeo I Menelaos. El mandato duraba un año, pero bajo Ptolomeo I, los sacerdotes aparentemente ocupaban el cargo durante más tiempo, mientras que bajo sus sucesores, con pocas excepciones, los mandatos se redujeron a un solo año.
Bajo Ptolomeo II Filadelfo, 282-246 a. C., el cuerpo de Alejandro fue llevado a la sēma y, a diferencia de la costumbre griega habitual de cremación, fue enterrado en un magnífico sarcófago de oro, que con el tiempo fue sustituido por un ataúd de cristal transparente para mostrar su cuerpo conservado. La presencia del cuerpo de Alejandro en la capital ptolemaica no sólo aumentó el prestigio de la dinastía, sino que se convirtió en una de las principales atracciones y lugares de peregrinación del Mediterráneo antiguo. Incluso los emperadores romanos viajaban a Alejandría para visitar la tumba del gran conquistador. 
Los Ptolomeos asignaron al deificado Alejandro un lugar destacado en el panteón griego, asociándolo con los doce olímpicos como Zeus y Apolo. En consecuencia, en los documentos se hacía referencia a Alejandro simplemente por su nombre, ya que el epíteto theos ("dios") se consideraba superfluo.

## Los Ptolomeos como dioses que comparten templo
Mientras que Ptolomeo I Soter fundó el culto imperial a Alejandro, su hijo y sucesor Ptolomeo II completó su conexión con el culto a los gobernantes en torno a la propia dinastía reinante. El culto a los Ptolomeos comenzó en el año 283/2 a. C., cuando los padres fallecidos de Ptolomeo II fueron deificados como los "dioses salvadores" (θεοὶ σωτῆρες, theoi sōtēres). En el templo de Alejandro se instalaron estatuas de la pareja divinizada, y el sacerdote del culto a Alejandro asumió también los ritos para los Ptolomeos divinizados. Con este gesto, los Ptolomeos subrayaban la posición de superioridad de Alejandro y su propia subordinación a él como "dioses que comparten el templo" (σύνναοι θεοί, synnanoi theoi). Alejandro seguía siendo el principal destinatario de los rituales y sacrificios, y los ptolomeos sólo participaban en ellos.
La elevación de Alejandro sobre los Ptolomeos, y su conexión con él, se profundizó aún más mediante la expansión del culto. Así, en el 269 a. C. se estableció el cargo sacerdotal femenino de "portadora de cestas" o Canéforas para la "diosa hermana" (thea adelphos) Arsinoe II, seguida en el 211 a. C. por la sacerdotisa "portadora de premios" (athlophoros) en honor a la "Diosa Benefactora" (thea euergetis), Berenice II, y en el 199 a. C. por una sacerdotisa para la "Diosa Amante del Padre" (thea philopatōr), Arsínoe III. Todos estos sacerdocios estaban subordinados al sacerdote de Alejandro.
Cleopatra III añadió otros tres sacerdocios femeninos para su propio culto personal como "Diosa Benefactora y Amante de la Madre" (thea euergetis philometōr): el "potro sagrado" (hieros pōlos), la "portadora de la corona" (stephanēphoros), y la "portadora de la luz" (phōsphoros).
El concepto de "dioses que comparten el templo" fue subrayado bajo Ptolomeo IV Filopator (221- 204 a. C.), que trasladó los restos de los Ptolomeos y sus consortes, a diferencia de Alejandro, habían sido incinerados y guardados en urnas, a la sēma.

## Lista de sacerdotes de Alejandro

### Ptolomeo I Soter (305-282 a.C.)
| Sacerdote | Sacerdote               | Tenencia   | Año de reinado | Referencias    | Comentarios                          |
| --------- | ----------------------- | ---------- | -------------- | -------------- | ------------------------------------ |
| 006       | Menelaos, hijo de Lagos | 285/284 BC | 39.º           | P. Hib. I 84a. | Hermano de Ptolomeo I cuarto mandato |
| 007       | Menelaos, hijo de Lagos | 284/283 BC | 40.º           | P. Eleph. 2.   | quinto mandato                       |
| 008       | Eureas, hijo de Proitos | 283/282 BC | 41.º           | P. Eleph. 3.   | Servido por tres mandatos            |

### Ptolemeo II Philadelphos (285/282–246 a.C.)
| Sacerdote | Sacerdote                                        | Tenencia   | Año de reinado | Referencias                                                     | Comentarios                                                                             |
| --- | ------------------------------------------------ | ---------- | -------------- | --------------------------------------------------------------- | --------------------------------------------------------------------------------------- |
| Para los sacerdotes n.º.9-16, del 4.º al 11.º año regio de Ptolomeo II Filadelfo, existen dos papiros con nombres de sacerdotes, pero que no se pueden fechar con precisión. |                                                  |            |                |                                                                 |                                                                                         |
| ? | Athenaios o Limnaios, hijo de Apollonios         | ?          | ?              | P. Hib. I 97.                                                   |                                                                                         |
| ? | Philiskos, hijo de Spoudaios                     | ?          | ?              | P. Hib. I 30.                                                   |                                                                                         |
| 017 | Leontiskos, hijo de Kallimedes                   | 274/273 BC | 12.º           | P. Cair. Zen. I 59001. P. Hib. I 110.                           |                                                                                         |
| 018 | Nearchos o Neomedes, hijo de Neokles o Philokles | 273/272 BC | 13.º           | P. Hib. I 110; II 199.                                          |                                                                                         |
| 019 | Kallikrates, hijo de Boiskos                     | 272/271 BC | 14             | P. Hib. II 199. PP VI 14607.                                    | De Samos. Primer sacerdote de Alejandro y de los Problemas deificados (Theoi Adelphoi). |
| 020 | Patroklos, hijo de Patron                        | 271/270 BC | 15.º           | P. Hib. II 199. PP VI 15063.                                    | Comandante de alto rango de los Ptolomeos en la Guerra de Cremónides.                   |
| Para los sacerdotes n.º 21-25, del 16.º al 20.º año regio de Ptolomeo II, no hay registros existentes.                                                                       |                                                  |            |                |                                                                 |                                                                                         |
| 026 | Timarchides, hijo de Asklepiodoros               | 265/264 BC | 21.º           | P. Strasb. V 641.                                               |                                                                                         |
| 027 | Pelops, hijo de Alexandros                       | 264/263 BC | 22.º           | P. Hib. I 92. PP VI 14618.                                      | De Macedonia, padre de Pelops                                                           |
| 028 | Kineas, hijo de Alketas                          | 263/262 BC | 23.º           | P. Hib. I 88; II 209. PP VI 17215.                              | De Tesalia                                                                              |
| 029 | Aristonikos, hijo de Perilaos                    | 262/261 BC | 24.º           | P. Hib. I 85 und 190. PP VI 14897.                              |                                                                                         |
| 030 | Ptolemy, hijo de Aratokles                       | 261/260 BC | 25.º           | P. Hib. I 143. P. Osl. II 16. PP III/IX 5236.                   |                                                                                         |
| 031 | Taurinos, hijo de Alexandros                     | 260/259 BC | 26.º           | BGU VI 1226.                                                    | De Macedonia, hermano de Pelops                                                         |
| 32.º | Medeios, hijo de (o Laagon)                      | 259/258 BC | 27             | BGU VI 1227. P. Petrie III 56b.                                 |                                                                                         |
| 33.º | Antiphilos, hijo de Lykinos                      | 258/257 BC | 28.º           | BGU VI 1228. P. Hib. I 94.                                      |                                                                                         |
| 034 | Antiochos, son of Kebbas                         | 257/256 BC | 29.º           | BGU VI 1229; X 1979, 1980. P. Cair. Zen. I 59133. P. Hib. I 95. | De Tesalia                                                                              |
| 35.º | ?                                                | 256/255 BC | 30.º           |                                                                 |                                                                                         |
| 036 | Glaukon, hijo de Eteokles                        | 255/254 BC | 31.º           | PP IX 5203. P. Cair. Zen. II 59173, 59182.                      | Hermano de Cremónidas de Atenas                                                         |
| 037 | ?                                                | 254/253 BC | 32.º           |                                                                 |                                                                                         |
| 038 | Aetos, hijo de Apollonios                        | 253/252 BC | 33.º           | P. Cair. Zen. II 59248. PP IX 4988.                             | De Aspendos                                                                             |
| 039 | Neoptolemos, hijo de Kraisis                     | 252/251 BC | 34.º           | P. Hib. I 98.                                                   | De Pisidia                                                                              |
| 040 | Ptolomeo, hijo de Andromachos                    | 251/250 BC | 35.º           | P. Cair. Zen. II 59289.                                         | Posible identidad con Ptolemy Andromachou                                               |
| 041 | Epainetos, hijo de Epainetos                     | 250/249 BC | 36.º           | P. Cornell 2.                                                   |                                                                                         |
| 042 | ?                                                | 249/248 BC | 37.º           | P. Cornell 2.                                                   |                                                                                         |
| 043 | Antioco, hijo de Kratidas                        | 248/247 BC | 38.º           | PP III/IX 4999. P. Petrie III 54a.                              |                                                                                         |
| 044 | Tlepolemos, hijo de Artapates                    | 247/246 BC | 39.º           | P. Cair. Zen. III 59340.                                        | De Janto                                                                                |

### Ptolomeo III Euergetes (246–222 BC)
| Sacerdote | Sacerdote                                       | Tenencia   | Año de reinado | Referencias                                                  | Comentarios            |
| --------- | ----------------------------------------------- | ---------- | -------------- | ------------------------------------------------------------ | ---------------------- |
| 044       | Tlepolemos, hijo de Artapates                   | 246/246 BC | 1              |                                                              |                        |
| 045       | Tlepolemos, hijo de Artapates                   | 246/245 BC | 2              | P. Petrie III 43. PSI IV 385.                                | 2nd tenure             |
| 046       | Archelaos, hijo de Damas                        | 245/244 BC | 3              | BGU X 1981. P. Hib. I 145. PP III/IX 5040.                   |                        |
| 047       | Archelaos, hijo de Damas                        | 244/243 BC | 4              | BGU X 1981. P. Hib. I 145. PP III/IX 5040.                   | 2.ª tenencia           |
| 048       | Aristobulos, hijo de Diodotos                   | 243/242 BC | 5              | P. Hib. I 171. PSI IV 389.                                   |                        |
| 049       | Tantalos, hijo de Kleonikos                     | 242/241 BC | 6              | P. Petrie II 44 = III 54b.                                   |                        |
| 050       | Archibios, hijo de Pheidon                      | 241/240 BC | 7              | P. Hausw. 2; 8; 9.                                           |                        |
| 051       | Onomastos, hijo de Pyrgon o Pyrrhon             | 240/239 BC | 8              | P. Hib. I 89; II 261, 262.                                   |                        |
| 052       | Apollonides, hijo de Moschion                   | 239/238 BC | 9              | OGIS I 56.                                                   |                        |
| 053       | Apollonides, hijo de Moschion                   | 238/237 BC | 10             | P. Petrie IV 1.                                              | 2.ª tenencia           |
| 054       | Seleukos                                        | 237/236 BC | 11             | P. Petrie III 58d.                                           |                        |
| 055       | Eukles, hijo de Eubatas                         | 236/235 BC | 12             | BGU X 1982. P. Petrie IV 16.                                 |                        |
| 056       | Sosibios, hijo de Dioskourides                  | 235/234 BC | 13             | P. Petrie III 55a; IV 22. PP VI 14631.                       |                        |
| 057       | Hellanikos, hijo de Hellanikos (o Euphragoras?) | 234/233 BC | 14             | P. Amsterdam inv. 250.                                       |                        |
| 058       | ?, hijo de Leon                                 | 233/232 BC | 15             | P. dem. Cair. II 30604.                                      |                        |
| 059       | Aristomachos, hijo de Timandros                 | 232/231 BC | 16             | P. Hamb. inv. 676.                                           |                        |
| 060       | Menneas, hijo de Menoitios                      | 231/230 BC | 17             | P. dem. Berl. 3089.                                          |                        |
| 061       | ?                                               | 230/229 BC | 18             |                                                              |                        |
| 062       | Philon, hijo de Antipatros                      | 229/228 BC | 19             | P. dem. Cair. II 31208; 31210.                               |                        |
| 063       | Ikatidas, hijo de Ikatidas                      | 228/227 BC | 20             | SB V 7631.                                                   |                        |
| 064       | Galestes, hijo de Philistion                    | 227/226 BC | 21             | P. Petrie III 21a–b. SB III 6277; 6301. P. dem. Cair. 30624. |                        |
| 065       | Alexikrates, hijo de Theogenes                  | 226/225 BC | 22             | P. Petrie I 19; III 19c.                                     |                        |
| 066       | Ptolemy, hijo de Chrysermos                     | 225/224 BC | 23             | PP III/IX 5238; VI 14624.                                    |                        |
| 067       | Archeteas, hijo de Iasios                       | 224/223 BC | 24             | P. Hamb. inv. I 24.                                          |                        |
| 068       | Dositheos, hijo de Drimylos                     | 223/222 BC | 25             | CPJud. I 127d–e. III Macabeos 1, 3.                          | Nacido en Pueblo judío |
| 069       | ?                                               | 222 BC     | 26             |                                                              |                        |

### Ptolomeo IV Filopator (222-205 a.C.)
| Sacerdote | Sacerdote                                   | Tenencia   | Año de reinado | Referencias                                              | Comentarios                   |
| --------- | ------------------------------------------- | ---------- | -------------- | -------------------------------------------------------- | ----------------------------- |
| 069       | Nikanor, hijo de Bakchios                   | 222/221 BC | 1.º            | BGU VI 1273; X 1983.                                     |                               |
| 070       | Pytheas, hijo de Apollodoros                | 221/220 BC | 2.º            | P. Hausw. 16. SB X 10450; XII 10859.                     |                               |
| 071       | Demetrios, hijo de Apelles                  | 220/219 BC | 3.º            | BGU X 1984.                                              |                               |
| 072       | Demetrios, hijo de Apelles                  | 219/218 BC | 4.º            | SB XII 11061.                                            |                               |
| 073       | Mnasiades, hijo de Polykrates               | 218/217 BC | 5.º            | BGU VI 1274.                                             | De Argos, padre de Policrates |
| 074       | Ptolemy,hijo de Aeropos                     | 217/216 BC | 6.º            | PP III/IX 5239; VI 15168 und 15237.                      | De Argos                      |
| 075       | Agatocles, hijo de Agatocles                | 216/215 BC | 7.º            | BGU VI 1262; X 1958; 1986.                               |                               |
| 076       | Ptolemy,hijo de Ptolemy                     | 215/214 BC | 8.º            | BGU VI 1264; 1275; 1276; 1277; 1278; X 1943; 1959; 1969. |                               |
| 077       | Andronikos, hijo de Nikanor                 | 214/213 BC | 9.º            | BGU X 1944; 1945; 1960; XIV 2397.                        |                               |
| 078       | Pythangelos, hijo de Philokleitos           | 213/212 BC | 10.º           | BGU X 1946; 1947. SB III 6289.                           |                               |
| 079       | Eteoneus (?, hijo de Eteoneus?)             | 212/211 BC | 11.º           | BGU X 1963; 1965. SB III 6288.                           |                               |
| 080       | Eteoneus (?, hijo de Eteoneus?)             | 211/210 BC | 12.º           | P. dem. Berl. 3075.                                      |                               |
| 081       | Antiphilos, hijo de Agathanor               | 210/209 BC | 13.º           | P. BM Andrews 18.                                        |                               |
| 082       | Aiakides, hijo de Hieronymos                | 209/208 BC | 14.º           | P. Hausw. 14.                                            |                               |
| 083       | Demosthenes o Timosthenes, hijo de Kratinos | 208/207 BC | 15.º           | P. BM Andrews 28.                                        |                               |
| 084       | ?                                           | 207/206 BC | 16.º           |                                                          |                               |
| 085       | ?                                           | 206/205 BC | 17.º           |                                                          |                               |
| 086       | Asklepiades, hijo de Asklepiades            | 205 BC     | 18.º           | P. KölnÄgypt. 7.                                         |                               |

### Ptolomeo V Epifanes (205–180 a.C.)
| Sacerdote | Sacerdote                        | Tenencia   | Año de reinado | Referencias                             | Comentarios   |
| --------- | -------------------------------- | ---------- | -------------- | --------------------------------------- | ------------- |
| 086       | ?                                | 205/204 BC | 1.º            |                                         |               |
| 087       | Aristomenes, hijo de Meneas      | 204/203 BC | 2.º            | P. dem. Cair. 30660, 30700.             | De Alicia     |
| 088       | Satyros, hijo de Eumenes         | 203/202 BC | 3.º            | PP III/IX 5263.                         |               |
| 089       | Adaios, hijo de Gorgias          | 202/201 BC | 4.ºº           | P. Tebt. III 820.                       |               |
| 090       | Pausanias, hijo de Demetrios     | 201/200 BC | 5.º            | P. Tebt. III 1003.                      |               |
| 091       | Andromachos, hijo de Lysimachos  | 200/199 BC | 6.º            |                                         |               |
| 092       | Twnn, hijo de Ptolemy            | 199/198 BC | 7.º            | P. dem. Louvre 2435.                    |               |
| 093       | Demetrios, hijo de Sitalkes      | 198/197 BC | 8.º            | P. dem. Louvre 3266.                    |               |
| 094       | Aetos, hijo de Aetos             | 197/196 BC | 9.º            | Piedra de Rosetta = OGIS I 90.          |               |
| 095       | Zoilos, hijo de Andros           | 196/195 BC | 10.º           | London, BM EA 10624, 10629.             |               |
| 096       | Ptolemy, hijo de Ptolemy         | 195/194 BC | 11.º           | PP IX 5240a.                            |               |
| 097       | ?                                | 194/193 BC | 12.º           |                                         |               |
| 098       | ?, hijo de Eumelos               | 193/192 BC | 13.º           | P. Tebt. III 816.                       |               |
| 099       | Theon, hijo de Zenodotos         | 192/191 BC | 14.º           | BGU XIV 2388.                           |               |
| 100       | Antipatros, hijo de Dionysios    | 191/190 BC | 15.º           | London, BM EA 10560.                    |               |
| 101       | ?                                | 190/189 BC | 16.º           |                                         |               |
| 102       | ?                                | 189/188 BC | 17.º           |                                         |               |
| 103       | Charileos, hijo de Nymphion      | 188/187 BC | 18.º           | P. Mich. inv. 928.                      |               |
| 104       | Aristonikos, hijo de Aristonikos | 187/186 BC | 19.º           |                                         | De Alejandría |
| 105       | Timotheos, hijo de Timotheos     | 186/185 BC | 20.º           | P. Mich. inv. 3156. P. BM. Reich 10226. |               |
| 106       | Ptolomeo, hijo de Ptolomeo       | 185/184 BC | 21.º           | PP III/IX 5241, VI 14946.               |               |
| 107       | Ptolemy, hijo de Ptolemy         | 184/183 BC | 22.º           | PP III/IX 5241, VI 14946.               | 2.ª tenencia  |
| 108       | Ptolemy, hijo de Pyrrhides       | 183/182 BC | 23.º           | Stele 5576.                             |               |
| 109       | Hegesistratos, Hegesistratos     | 182/181 BC | 24.º           | P. BM Andrews 10.                       |               |
| 110       | ?, hijo de Zenodoros             | 181/180 BC | 25.º           |                                         |               |

### Ptolomeo VI Philometor (180–170 a.C.)
| Sacerdote | Sacerdote                           | Tenencia   | Año de reinado | Referencias                          | Comentarios   |
| --------- | ----------------------------------- | ---------- | -------------- | ------------------------------------ | ------------- |
| 110       | ?                                   | 181/180 BC | 1.1            |                                      |               |
| 111       | Poseidonios, hijo de Poseidonios    | 180/179 BC | 2.º            | P. Amh. II 42.                       |               |
| 112       | Philon, hijo de Kastor              | 179/178 BC | 3.º            | P. dem. Cair. 30783, 30968.          | De Alejandría |
| 113       | ?                                   | 178/177 BC | 4.º            |                                      |               |
| 114       | Ptolomeo, hijo de Ptolomeo          | 177/176 BC | 5.º            | London, BM EA 10518.                 |               |
| 115       | Ptolomeo, hijo de Philokrates       | 176/175 BC | 6.º            |                                      |               |
| 116       | Philostratos, hijo de Asklepiodotos | 175/174 BC | 7.º            | P. Tebt. III 818, 979.               |               |
| 117       | Herakleodoros, hijo de Apollophanes | 174/173 BC | 8.º            | P. Amh. II 43.                       |               |
| 118       | Apollodoros, hijo de Zenon          | 173/172 BC | 9.º            | P. BM Siut 10594. P. Mich. inv. 190. |               |
| 119       | Demetrios, hijo de Demokles         | 172/171 BC | 10.º           | P. Tebt. III 819.                    |               |
| 120       | Alexandros, hijo de Epikrates       | 171/170 BC | 11.º           | London, BM EA 10675.                 |               |

### Ptolomeo VI Philometor / Ptolomeo VIII Physcon / Cleopatra II (170–145 a.C.)
| Sacerdote | Sacerdote                                     | Tenencia   | Año de reinado | Referencias                                      | Comentarios                               |
| --------- | --------------------------------------------- | ---------- | -------------- | ------------------------------------------------ | ----------------------------------------- |
| 121       | Pyrrhos, hijo de Pyrrhos                      | 170/169 BC | 12.º / 1.º     | London, BM EA 10513.                             |                                           |
| 122       | ?                                             | 169/168 BC | 13.º / 2.º     |                                                  |                                           |
| 123       | ?                                             | 168/167 BC | 14.º / 3.º     |                                                  |                                           |
| 124       | ?                                             | 167/166 BC | 15.º / 4.º     |                                                  |                                           |
| 125       | Melagkomas (hijo de Philodamos?)              | 166/165 BC | 16.º / 5.º     | PP III/IX 5194.                                  | De Aetolia                                |
| 126       | Polykritos, hijo de Aristodemos               | 165/164 BC | 17.º / 6.º     |                                                  |                                           |
| 127       | Herakleides o Herakleitos, hijo de Philoxenos | 164/163 BC | 18.º / 7.º     |                                                  |                                           |
| 128       | Isidotos, hijo de Theon o Thyion              | 163/162 BC | 19.º / 8.º     |                                                  |                                           |
| 129       | ?                                             | 162/161 BC | 20.º / 9.º     |                                                  |                                           |
| 130       | ?                                             | 161/160 BC | 21.º / 10.º    |                                                  |                                           |
| 131       | ?                                             | 160/159 BC | 22.º / 11.º    |                                                  |                                           |
| 132       | ?                                             | 159/158 BC | 23.º / 12.º    |                                                  |                                           |
| 133       | Ptolomeo, hijo de Ptolomeo                    | 158/157 BC | 24.º / 13.º    | P. dem. Cair. 30606. London, BM EA 10561, 10618. | Eldest hijo de Ptolomeo VI y Cleopatra II |
| 134       | ?                                             | 157/156 BC | 25.º / 14.º    |                                                  |                                           |
| 135       | Kaphisodoros, hijo de Kaphisodoros            | 156/155 BC | 26.º / 15.º    | PP III/IX 5167.                                  |                                           |
| 136       | ?                                             | 155/154 BC | 27.º / 16.º    |                                                  |                                           |
| 137       | ?                                             | 154/153 BC | 28.º / 17.º    |                                                  |                                           |
| 138       | Demetrios, hijo de Stratonikos                | 153/152 BC | 29.º / 18.º    |                                                  |                                           |
| 139       | ?                                             | 152/151 BC | 30.º / 19.º    |                                                  |                                           |
| 140       | ?                                             | 151/150 BC | 31.º / 20.º    |                                                  |                                           |
| 141       | Epitychos o Epidikos                          | 150/149 BC | 32.º / 21.º    | London, BM EA 10620.                             |                                           |
| 142       | ?                                             | 149/148 BC | 33.º / 22.º    |                                                  |                                           |
| 143       | Kallikles, hijo de Diokrates o Theokrates     | 148/147 BC | 34.º / 23.º    | P. dem. Cair. 31179.                             |                                           |
| 144       | ?, hijo de Zoilos                             | 147/146 BC | 35.º / 24.º    | London, BM EA 10620(b).                          |                                           |
| 145       | Tyiywns, hijo de Xanthippos                   | 146/145 BC | 36.º / 25.º    | P. dem. Cair. 30605.                             |                                           |

### Ptolomeo VIII Euergetes II / Cleopatra II (145–141 a.C.)
| Sacerdote | Sacerdote                   | Tenencia   | Año de reinado | Referencias          | Comentarios |
| --------- | --------------------------- | ---------- | -------------- | -------------------- | --- |
| 145       | Tyiywns, hijo de Xanthippos | 145 BC     | 25.º           | P. dem. Cair. 30605. | |
| 146       | ?                           | 145/144 BC | 26.º           |                      | |
| 147       | Ptolomeo, hijo de Ptolemy   | 144/143 BC | 27.º           | P. Köln VIII 350.    | Segundo hijo de Ptolomeo VI y Cleopatra II, que según las investigaciones más antiguas reinó brevemente como Ptolomeo VII en el 145 a. C. |
| 148       | ?                           | 143/142 BC | 28.º           |                      | |
| 149       | ?                           | 142/141 BC | 29.º           |                      | |

### Ptolomeo VIII Euergetes II / Cleopatra II / Cleopatra III (141-116 aC)
| Sacerdote | Sacerdote                              | Tenencia   | Año de reinado | Referencias                       | Comentarios                                                                                |
| --- | -------------------------------------- | ---------- | -------------- | --------------------------------- | ------------------------------------------------------------------------------------------ |
| 150 | ?                                      | 141/140 BC | 30.º           |                                   |                                                                                            |
| 151 | ?                                      | 140/139 BC | 31.º           |                                   |                                                                                            |
| 152 | ?                                      | 139/148 BC | 32.º           |                                   |                                                                                            |
| 153 | Dionysios, hijo de Demetrios           | 138/137 BC | 33.º           | P. dem. Cair. 30619.              |                                                                                            |
| 154 | ?                                      | 137/136 BC | 34.º           |                                   |                                                                                            |
| 155 | Antipatros, hijo de Ammonios           | 136/135 BC | 35.º           | P. Tebt. III 810.                 |                                                                                            |
| 156 | Ptolemy, hijo de Ptolemy               | 135/134 BC | 36.º           | P. Tebt. III 810.                 | Hijo de Ptolomeo VIII, probablemente Ptolomeo Menfita o posiblemente Ptolomeo IX           |
| 157 | Ptolomeo, hijo de Ptolomeo y Cleopatra | 134/13 BC  | 37.º           | P. Dem. Tebt. 5944                | Hijo de Ptolomeo VIII y Cleopatra III, probablemente Ptolomeo IX o posiblemente Ptolomeo X |
| Para los sacerdotes n.º 158-171, desde el 38.º al 50.º año de gobierno de Ptolomeo VIII Euergetes II, no hay registros existentes. |                                        |            |                |                                   |                                                                                            |
| 172 | Apollonios, hijo de Eirenaios          | 120/119 BC | 51.º           | London, BM EA 10398.              |                                                                                            |
| 173 | Ptolemy, hijo de Kastor                | 119/118 BC | 52.º           | PP III/IX 5251. P. Hamb. inv. 12. |                                                                                            |
| 174 | ?                                      | 118/117 BC | 53.º           |                                   |                                                                                            |
| 175 | ?                                      | 117/116 BC | 54.º           |                                   |                                                                                            |

### Cleopatra III / Ptolomeo IX Soter II (116-107 aC)
| Sacerdote                                                   | Tenencia   | Año de reinado | Referencias                              | Comentarios                                                                                                 |
| ----------------------------------------------------------- | ---------- | -------------- | ---------------------------------------- | --- |
| ?                                                           | 116 BC     | 1.º            |                                          | |
| Ptolomeo IX Philometor Soter                                | 116/115 BC | 2.º            | P. dem. Cair. 30602; 30603.              | |
| Ptolomeo IX Theos Philometor Soter                          | 115/114 BC | 3.º            | P. Genf. I, 25. P. Strasb. 81, 83, 84.   | |
| Ptolomeo IX Theos Philometor Soter                          | 114/113 BC | 4.º            | P. Genf. II, 20. P. Strasb. 85. BGU 944. | |
| Ptolomeo IX Theos Philometor Soter                          | 113/112 BC | 5.º            | P. Lond. III 1204.                       | |
| Artemidor, hijo de Sation Ptolemy IX Theos Philometor Soter | 112/111 BC | 6.º            | P. Strasb. 86.                           | Artemidor ocupó el cargo en los primeros meses del año regio. Probablemente un partidario de Cleopatra III. |
| Ptolomeo IX Theos Philometor Soter                          | 111/110 BC | 7.º            | ?                                        | |
| Ptolomeo IX Theos Philometor Soter                          | 110/109 BC | 8.º            | BGU III 995.                             | |
| Ptolomeo IX Theos Philometor Soter                          | 109/108 BC | 9.º            | P. Lond. III 881.                        | |
| Ptolomeo IX Theos Philometor Soter                          | 108/107 BC | 10.º           | ?                                        | |
| Ptolomeo IX Theos Philometor Soter                          | 107 BC     | 11.º           | BGU III 996.                             | |

### Cleopatra III / Ptolomeo X Alejandro I (107-101 / 88 aC)
| Sacerdote                               | Tenencia      | Año de reinado | Referencias                       | Comentarios |
| --------------------------------------- | ------------- | -------------- | --------------------------------- | ----------- |
| Ptolomeo X Theos Neos Alexandros        | 107/106 a. C. | 11th / 8.º     | P. Bruxelles inv. E. 7155, 7156A. |             |
| Ptolomeo X Theos Neos Alexandros        | 106/105 a. C. | 12.º / 9.º     | P. Tebt. I 166.                   |             |
| Cleopatra III Thea Euergetis Philometor | 105/104 a. C. | 13.1 / 10.º    | P. Köln II 81.                    |             |

## Unión del sacerdocio al título real
Ptolomeo, hijo de Cástor, es el último sacerdote de Alejandro conocido por su nombre, antes de que el cargo se fusionara con el oficio real. Dado que el sacerdocio de Alejandro está atestiguado por primera vez en la titulación real en el segundo año del reinado conjunto de Ptolomeo IX y Cleopatra III (116/115 a. C.), no está claro si la fusión de los cargos tuvo lugar en los dos últimos años del gobierno de Ptolomeo VII o con la llegada de sus sucesores. Es posible que la fusión se llevara a cabo por iniciativa de Ptolomeo IX, como parte de un esfuerzo por enfatizar su precedencia sobre su madre cogobernante, Cleopatra III. De este modo, el cargo cambió su función y su carácter, pasando de ser un sacerdocio epónimo a un instrumento de propaganda: a diferencia del cargo real, que se compartía cada vez más entre hermanos u otros miembros de la familia a partir de principios del siglo II a. C., el sacerdocio de Alejandro era indivisible. Esto debió de atraer a Ptolomeo IX, deseoso de diferenciarse de su madre, a la que odiaba y que había iniciado su propio culto sacerdotal en torno a su persona.
Este nuevo papel del sacerdocio de Alejandro puede rastrearse también en reinados posteriores. En los primeros meses del 112/111 a. C., un ciudadano corriente, Artemidoro, ocupó el cargo. Probablemente era un partidario de Cleopatra III, que había conseguido desalojar temporalmente a su hijo de Alejandría. Como las mujeres no podían ocupar un sacerdocio supremo en el mundo griego, tuvo que contentarse con colocar a uno de sus partidarios en el puesto, como signo público de su nuevo dominio. Sin embargo, después de Artemidoro, se añadió en el papiro el nombre de Ptolomeo IX, lo que significa que consiguió volver a Alejandría en ese mismo año.
En el año 107 a. C., Cleopatra III consiguió expulsar definitivamente a Ptolomeo IX de Alejandría, y elevó al trono a su segundo hijo, Ptolomeo X, como cogobernante y sacerdote de Alejandro. Sin embargo, como la rivalidad interdinástica continuaba, en el 105 a. C. decidió finalmente asumir ella misma el sacerdocio, para subrayar su precedencia. Probablemente Cleopatra pretendía que este acuerdo fuera permanente, pero su flagrante violación de las normas griegas al asumir el sacerdocio debió de dañar su imagen entre los griegos. Los últimos años de su reinado estuvieron dedicados a su persistente conflicto con Ptolomeo IX, hasta que murió en el año 101 a. C., probablemente tras un intento de asesinato por parte de Ptolomeo IX, por lo que Ptolomeo X se convirtió en el único gobernante. Los cargos sacerdotales y reales permanecieron unidos bajo Ptolomeo X y sus sucesores, aunque el título sacerdotal se menciona raramente en los papiros, ya que la pérdida de su carácter epónimo lo hacía irrelevante a efectos de datación.

## Abreviaturas
- BGU = Ägyptische Urkunden aus den Staatlichen Museen zu Berlin, Griechische Urkunden. (13 volúmenes publicados desde 1895; Nuevas ediciones de los volúmenes. I–IX, Milán 1972).
- CPJud = Victor A. Tcherikover, Alexander Fuks: Corpus Papyrorum Judaicarum. Vol. I, Cambridge (Massachusetts) 1957.
- London, BM EA = números de inventario de los papiros e inscripciones del Museo Británico, Londres.
- OGIS = Wilhelm Dittenberger: Orientis Graeci inscriptiones selectae. Col. I, Leipzig 1903.
- P. Amh. = B. P. Grenfell, A. S. Hunt: The Amherst PapyrI 2 vols. Londres 1900–1901.
- P. Amsterdam inv. = Inventario de papiros de la Universidad de Ámsterdam.
- P. BM Andrews = C. A. R. Andrews: Ptolemaic Legal Texts from the Theban Area. Londres 1990.
- P. dem. Berl. = Demotische Papyri aus den Staatlichen Museen zu Berlin., 3 vols, Berlín 1978–1993.
- P. Bruxelles inv. = Inventario de papiros del Royal Museums of Art and History, Bruselas.
- Zeno of Kaunos = C. C. Edgar: Zenon Papyri Vols. I–V, Cairo 1925–1931.
- P. Cornell = W. L. Westermann, C. J. Kraemer Jr.: Greek Papyri in the Library of Cornell University. Nueva York 1926.
- P. dem. Cair. = Wilhelm Spiegelberg: Die Demotischen Denkmäler. Col. I: Die demotischen Inschriften. Leipzig 1904; Vol. II: Die demotischen PapyrI Strasbourg 1908; Vol: III: Demotische Inschriften und Papyri Berlín 1932.
- Elephantine Papyri = Otto Rubensohn: Aegyptische Urkunden aus den königlichen Museen in Berlin. En: Griechische Urkunden. Número extra: Elephantine Papyri Berlín 1907.
- P. Genf. I = J. Nicole: Les Papyrus de Genève. Vol. I, Geneva 1896–1906.
- P. Hamb. inv. = P. Meyer: Griechische Papyrusurkunden der Hamburger Staats- und Universitätsbibliothek. Leipzig/Berlín 1911–1924.
- P. Hib. I = Bernard P. Grenfell, Arthur S. Hunt: The Hibeh Papyri Parte I, Londres 1906.
- P. Hib. II = E. G. Turner: The Hibeh Papyri Parte II, Londres 1955.
- P. Hausw. = Wilhelm Spiegelberg, Josef Partsch: Die demotischen Hauswaldt Papyri: Verträge der ersten Hälfte der Ptolemäerzeit (Ptolemaios II.–IV.) aus Apollinopolos (Edfu). Leipzig 1913.
- P. KölnÄgypt. = D. Kurth, H.-J. Thissen und M. Weber (Hrsg.): Kölner ägyptische Papyri Opladen 1980.
- P. Köln II = B. Kramer und D. Hagedorn: Kölner Papyri Vol. 2, Opladen 1978.
- P. Köln VIII = M. Gronewald, K. Maresch und C. Römer: Kölner Papyri Vol. 8, Opladen 1997.
- P. Lond. III = F. G. Kenyon, H. I. Bell: Greek Papyri in the British Museum. Vol. III, Londres 1907.
- P. Mich. inv. = Inventario de papiros de la Universidad de Míchigan.
- P. Osl. = S. Eitrem, L. Amundsen: Papyri Osloenses. Vols. II–III, Oslo 1931–1936.
- P. Petrie = J. P. Mahaffy, J. G. Smyly: The Flinders Petrie Papyri Vols. I–III, Dublín, 1891–1905.
- P. BM. Reich = Nathaniel Reich J.: Papyri juristischen Inhalts in hieratischer und demotischer Schrift aus dem British Museum. Viena 1914.
- P. BM Siut = Herbert Thompson: A Family Archive from Siut from Papyri in the British Museum. Oxford 1934.
- P. Strasb. = Papyrus grecs de la Bibliothèque Nationale et Universitaire de Strasbourg. Estrasburgo 1912–1914.
- P. Tebt. I = B. P. Grenfell, A. S. Hunt, J. G. Smyly: The Tebtunis Papyri Vol. I, Londres 1902.
- P. Tebt. III = Bernard P. Grenfell, Arthur S. Hunt, J. Gilbart Smyly: The Tebtunis Papyri Vol. III, Londres 1933.
- PP VI = Willy Peremans, Edmond Van‘t Dack, Leon Mooren, W. Swinnen: Prosopographia Ptolemaica VI: La cour, les relations internationales et les possessions extérieures, la vie culturelle (Nos 14479-17250). In: Studia Hellenistica. Bd. 21, Louvain 1968.
- PP III/IX = Willy Clarysse: Prosopographia Ptolemaica IX: Addenda et Corrigenda au volume III In: Studia Hellensitica. Vol. 25, Louvain, 1981.
- PSI = Papyri Greci e LatinI Vols. I–XIV, Florence 1912–1957.
- SB = Hans A. Rupprecht, Joachim Hengstl: Sammelbuch griechischer Urkunden aus Ägypten. Vols. I–XXVI, 1903–2006.
- Stele 5576 = Urbain Bouriant: La Stèle 5576 du Musée de Boulaq et l’Inscription de Rosette. En: Recueil de travaux, Vol. 6, París, 1885, pp. 1–20.